# Austrocarabodes schauenbergi
Austrocarabodes schauenbergi är en kvalsterart som beskrevs av Sandór Mahunka 1978. Austrocarabodes schauenbergi ingår i släktet Austrocarabodes och familjen Carabodidae. Inga underarter finns listade.